# Старобін
Старобін (біл. Старобін) — селище міського типу в Білорусі, у складі Солігорського району Мінської області. Розташоване на річці Случ за 12 км на південь від Солігорська, за 145 км від Мінська. Населення 6 тисяч чоловік.